# Neoreakcjonizm
Neoreakcjonizm (ang. Neoreaction), ciemne oświecenie (ang. Dark enlightenment) – skrajnie prawicowa myśl polityczna oparta na porządku społecznym i krytykująca progresywizm i liberalizm. Ruch ma korzenie przede wszystkim w blogach internetowych, głównymi ideologami neoreakcjonizmu są Curtis Yarvin, który zdefiniował jego nazwę i Nick Land, autor bloga The Dark Enlightenment.
Neoreakcjonizm ma swoje źródło w Stanach Zjednoczonych i odnosi się głównie do tamtejszej sytuacji politycznej.

## Poglądy
Neoreakcjoniści mają reakcyjny pogląd na historie, będąc sympatykami jakobityzmu. Są przeciwnikami demokracji, sprzeciwiają się też egalitaryzmowi i koncepcji równości wszystkich ras ludzkich. Niektórzy krytycy dostrzegają podobieństwo neoreakcjonizmu do faszyzmu. 
Istotnym pojęciem neoreakcjonizmu jest hasło „katedry”, czyli metaforycznej instytucji, stojącej na straży wolności wypowiedzi w imię dbania o poprawność polityczną wypowiedzi.

## Powiązania z innymi ruchami politycznymi

### Libertarianizm
Moldbug przed stworzeniem neoreakcjonizmu był libertarianinem oraz zwolennikiem austriackiej szkoły ekonomii. Jego zerwanie z demokracją zaczęło się po przeczytaniu książki Demokracja: bóg, który zawiódł Hansa-Hermanna Hoppego, a jego zerwanie z libertarianizmem rozpoczęło się wraz ze studiowaniem dzieła Tomasza Carlyle’a.
Moldbug był także przyjacielem libertariańskiego przedsiębiorcy Petera Thiela.

### Akceleracjonizm
Za sprawą Nicka Landa do myśli neoreakcjonizmu dużo wniosły idee akceleracjonizmu. Aspektem łączącym akceleracjonizm i neoreakcjonizm jest krytyka obecnego systemu i dążenie do jego destabilizacji.

### Alternatywna prawica w Stanach Zjednoczonych
Niektórzy dziennikarze i uczeni uznają ruch neoreakcyjny za jedną z głównych inspiracji alternatywnej prawicy w Stanach Zjednoczonych. Istnieją też tezy, jakoby ruch ten był podstawą alt-rightu.